# 장광천
장광천(중국어 정체자: 章廣辰, 병음: Zhāng Guǎngchén, 한자음: 장광진, Nash Zhang, 1990년 11월 28일 ~ )은 대만의 배우이다.

## 방송
- 상견니
- 화등초상
- 차시차각
- 도시구집